# Mirapinna esau
Mirapinna esau là một loài cá dạng cá voi chỉ được biết đến từ vùng Đại Tây Dương gần Azores. Loài này phát triển đến chiều dài 5,5 cm (2,2 in). Trước đây được coi là một thành viên của họ không còn được công nhận Mirapinnidae, loài này là thành viên duy nhất được biết đến trong chi của nó.